# Sherbourne Street
Sherbourne Street – osada w Anglii, w hrabstwie Suffolk, w dystrykcie Babergh, w civil parish Edwardstone. Leży 22 km na zachód od miasta Ipswich i 90 km na północny wschód od Londynu.